# Führerstadt

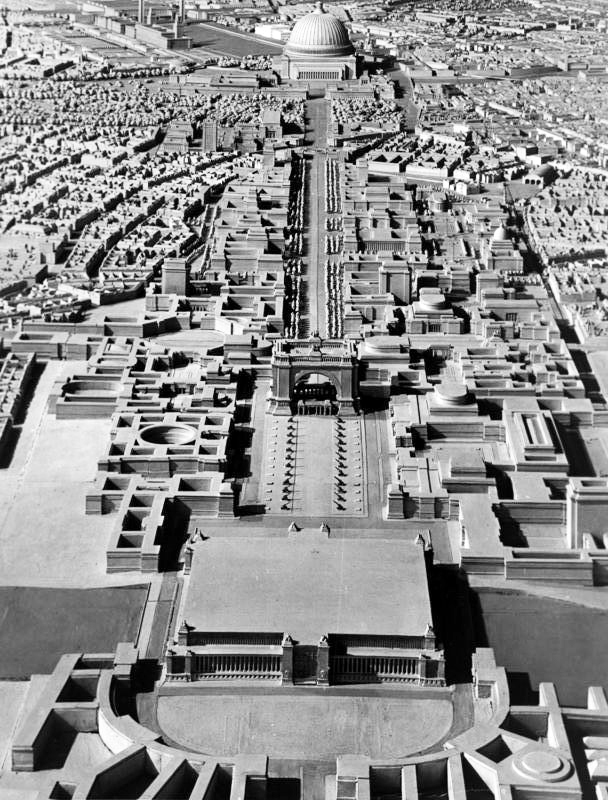
Welthauptstadt Germania (it. "Capitale mondiale Germania"): modellino dei progetti di Albert Speer per la nuova Berlino - particolare del vialone centrale cittadino dipartente dal complesso nel nuovo Arco di Trionfo (estremo sud) e terminante nella Große Halle (estremo nord).

Führerstadt (lett. "Città del Führer") era uno status di preminenza politico-culturale riconosciuto da Adolf Hitler, il Führer della Germania nazista a cinque città tedesche nel 1937.
Hitler intendeva trasformare le Führerstädte in monumentali moderne capitali culturali/operative del Terzo Reich, ognuna con una sua funzione precipua. I progetti, basati su schizzi realizzati da Hitler stesso, vennero affidati agli  architetti di grido della Germania nazista: Albert Speer, Paul Troost, German Bestelmeyer, Konstanty Gutschow, Hermann Giesler, Leonhard Gall e Paul Otto August Baumgarten. Riassetti urbani più modesti avrebbero dovuto aver luogo in altre città: il numero è imprecisato, poiché si parla di 26, 35 e financo 50 siti diversi a seconda delle fonti. I progetti non furono realizzati a causa della seconda guerra mondiale, sebbene lo scoppio del conflitto non abbia, da subito, interrotto l'attività edilizia per insistenza di Hitler stesso.
Dopo la Campagna di Francia nel 1940, Hitler ordinò che il riassetto urbanistico delle Führerstadt fosse completato entro il 1950 e che rappresentasse l'entità delle vittorie tedesche nell'Europa occidentale.

## Le città delFührer
Le cinque Führerstadt erano:
- Linz: città molto cara a Hitler perché culla della sua gioventù, sarebbe divenuta "Città Patrona del Führer (Patenstadt des Führers), la residenza della sua vecchiaia e aveva pertanto richiesto la progettazione di edifici a suo uso personale e un programma di abbellimento cittadino che trasformasse l'abitato in una grande metropoli fluviale, una sorta di versione nazista di Budapest. Il Führer infatti, grande amante di Vienna, non apprezzava però il modo in cui la capitale austriaca, a differenza di quella ungherese, aveva valorizzato la sua posizione accanto al Danubio.[3] La città sarebbe nel suo complesso cresciuta più di tre volte le sue dimensioni all'epoca. Gli edifici progettati comprendevano:
  - una serie di edifici cerimoniali su entrambe le sponde del Danubio ed un ponte sospeso per collegarle, decorato con un enorme fregio dedicato alla Saga dei Nibelunghi cui accompagnare enormi statue equestri di Sigfrido, Brunilde, Crimilde e Gundicaro;
  - una enorme sede locale del NSDAP progettata da Roderich Fick con una gigantesca sala-riunioni e un campanile con cripta nella quale Hitler voleva essere sepolto;
  - un nuovo municipio;
  - un grande hotel di lusso per le attività ricreative della Kraft durch Freude;
  - una serie di edifici culturali: un grande teatro, una biblioteca, un museo delle armi, una galleria di dipinti (il Führermuseum dedicato all'arte germanica raccolta a cura di Hans Posse), un edificio espositivo e due monumenti, uno per celebrare l'Anschluss, l'altro per celebrare Anton Bruckner;
  - la residenza dove Hitler desiderava ritirarsi nella sua vecchiaia, tra le alture sopra Linz.
- Berlino: sarebbe divenuta la "Capitale Mondiale Germania" (Welthauptstadt Germania)
- Monaco di Baviera : la "Capitale Artistica Tedesca" (Hauptstadt der deutschen Kunst), sede di diversi musei dei quali venne realizzata solo la Haus der Kunst (Casa dell'Arte) di Troost. Data la destinazione artistica della città, Hitler vi si fece realizzare, sempre da Troost, un sobrio palazzo classicheggiante di rappresentanza: il Führerbau (it. "Palazzo del Führer").
- Amburgo: sarebbe divenuta la "Capitale germanica del commercio marittimo" (Hauptstadt der deutschen Schiffahrt): un centro commerciale di valenza mondiale, destinazione ultima delle spedizioni dalle colonie d'oltremare (quelle colonie cui la Germania aveva dovuto rinunciare in favore della Società delle Nazioni in ottemperanza al trattato di Versailles[4]) di merci e materie prime.
- Norimberga: la "Città dei Raduni del Reich" (Stadt der Reichsparteitage) per la quale Speer realizzò il faraonico Reichsparteitagsgelände.

## Altri grandi progetti urbanistici del Reich
Oltre alle cinque Führerstadt, erano pianificati massicci interventi urbanistici a Königsberg, Oldenburg, Posen, Saarbrücken e Wewelsburg. Pressato dai Gauleiter del Reich, Hitler aumentò notevolmente anche il numero di città per le quali era stata programmata la ristrutturazione per un totale di 26 centri urbani.

Secondo una lettera del 19 febbraio 1941 di Albert Speer al tesoriere del Partito socialista nazionale, i siti interessati sarebbero stati: 
- Augusta
- Bayreuth
- Brema
- Breslavia
- Colonia
- Danzica
- Dresda
- Düsseldorf
- Graz

- Hannover
- Heidelberg
- Innsbruck
- Königsberg
- Memel
- Münster
- Oldenburg
- Posen
- Praga

- Saarbrücken
- Salisburgo
- Stettino
- Waldbröl
- Weimar
- Wolfsburg
- Wuppertal
- Würzburg[2]